# 로카모리체
로카모리체(이탈리아어: Roccamorice)는 이탈리아 아브루초주 페스카라도에 위치한 코무네다.